# Nerocila kisra
Nerocila kisra är en kräftdjursart som beskrevs av Bowman och Tareen 1983. Nerocila kisra ingår i släktet Nerocila och familjen Cymothoidae. Inga underarter finns listade i Catalogue of Life.